# Victor Da Silva
Victor Da Silva est footballeur français et portugais né le 21 avril 1962 à Porto. Il évoluait principalement au poste de milieu de terrain, mais qui a également été repositionné en défense. Il a effectué la quasi-totalité de sa carrière professionnelle en France, principalement au Lille OSC.

Victor Da Silva naît à Porto, au Portugal, et émigre jeune en France, où il intègre le centre de formation de l’INF Vichy. Après des débuts prometteurs, il signe en 1983 avec l'AS Monaco, où il fait ses débuts en Ligue 1 le 24 septembre 1983, lors d'un match contre l'AS Nancy-Lorraine. Sa saison en Principauté est cependant courte, avec seulement quatre apparitions en championnat et une en Coupe de France,.
Da Silva rejoint l'Olympique Alès en 1984 pour évoluer en Division 2. En quatre saisons, il accumule 134 matchs de championnat et inscrit sept buts. Il participe également à 14 matchs de Coupe de France,.
En 1988, Victor Da Silva signe avec le LOSC Lille, alors en pleine restructuration. Bien que recruté en tant que milieu de terrain, il est progressivement repositionné en défense, où il reste un joueur polyvalent. Sous la direction de l'entraîneur Georges Heylens, puis de Jacques Santini, il dispute au total 121 matchs avec Lille, dont 115 en championnat de D1 et 6 en Coupe de France.
Le 10 août 1991, lors de la 5e journée de D1 contre l'AS Cannes, Da Silva marque son unique but pour le LOSC. Ses saisons avec Lille connaissent des fortunes diverses, avec un 8e rang en 1988-1989, une 17e place difficile en 1989-1990, puis un rebond à la 5e place en 1990-1991, et enfin une 13e place en 1991-1992. À l’issue de quatre saisons, il quitte Lille en 1992,.
Après son départ du LOSC, Da Silva poursuit sa carrière en Division 2 avec le club de La Roche-sur-Yon, mais n'apparaît que deux fois en équipe première. En 1993, il rejoint le Tours FC en National 2. Il y retrouve le goût de la compétition, jouant 26 matchs en 1994-1995, et y marque un dernier but avant de prendre sa retraite en 1995 à 33 ans,.
Au total, il dispute 119 matchs pour 1 but marqué en première division.